# Desorganiserat tal
Desorganiserat tal är ett kognitivt symtom som innebär att den drabbade inte förmår hålla en begriplig kommunikation. Det kan tyda på en psykisk störning, till exempel psykos eller droger, extrem trötthet (om det är tillfälligt) eller på en neurologisk sjukdom eller skada.

## Specifika subtyper i detalj
Nancy C. Andreasen har gett följande definitioner:
- Forcerat talflöde - En ökning i mängden spontant tal jämfört med vad som anses normalt.
- Avledbarhet - Mitt i samtalet byts ämne som reaktion på ett stimulus exempelvis

"Då lämnade jag San Francisco och flyttade till... förresten var har du köpt din slips?"
- Tangenterande tal(?) - Svarar på frågor indirekt, tangerande eller på ett irrelevant sätt, exempelvis:

F: "Vilken stad kommer du från?"
S: "Svår fråga. Jag kommer från Iowa. Jag vet inte riktigt var mina släktingar kommer från, så jag vet inte om jag är irländare eller fransman."
- Avledbarhet/Lösa associationer - Mister röda tråden i samtal och kommer in på annat som är indirekt relaterat eller orelaterat:

"Nästa dag då jag skulle gå ut du vet, så tog jag kontrollen, ungefär, öh, jag blekte mitt hår i Kalifornien."
- Inkoherens/Ordsallad - tal som är obegripligt, därför att, även om orden i sig är riktiga, så ger sättet de sätts ihop osammanhängande rappakalja.

"Varför borstar människor sitt hår?"
"För att det ger knorr på mitt liv, min låda är trasig, hjälp mig blå elefant. Är inte sallad modig? Jag gillar elektroner. Tjena, snygging!"
- Brist på logik (?) - Slutsatser dras som inte följer logiken

"Tror du denna får plats i lådan?" 
"Men, åh! Den är ju brun, eller hur!"
- Klangtal (?) - Ljud, snarare än samband, verkar kontrollera ordval;

"Jag försöker inte föra oväsen. Jag försöker föra mening. Får du ingen mening ur meningar, kommer vi ha kul."
- Neologismer - Nya ordformationer, omedvetna eget påhittade ord,

"Jag blev så arg att jag kastade disken ner i krisshon."
- Ordliknelser/approximationer  - Befintliga ord används på ett nytt och okonventionellt sätt;

"Hans chef var en överseare."
- Detaljrikedom - Språk som kommer väldigt sent till poängen med extremt långa invindlingar.

"Vad heter du?"  
"Ja, ibland när jag får den frågan så börjar jag fundera kring huruvida jag skall svara på frågan, för vissa människor tycker jag har ett udda namn, men det är nog inte så udda för mamma gav mig ju det namnet och pappa hjälpte också till tror jag, men jag tycker att det är ett bra namn, jag heter Tom förresten."
- Förlust av mål - Misslyckande att få en tankekedja till en naturlig slutsats;

"Varför kraschar min dator?" 
"Tja, du bor i ett timmerhus, så ett par saxar bör flyttas till en annan byrålåda."
- Perservation - Ihärdig repetition av ord eller idéer

"Det är trevligt att besöka Nevada, Nevada, Nevada, Nevada, Nevada."
- Ekolali/Ekotal - Att uttala eko av vad en annan person sagt, kan upprepas en eller fler gånger;

"Vad vill du ha till middag?" 
"Det är en bra fråga. En bra fråga. En bra fråga. En bra fråga."
- Tankeblockering - Störning i talflödet, att man tappar bort en del av det man skulle säga, innan man hinner avsluta meningen;

"Är jag tidig?" 
"Nej, du kommer precis i..."
- Formellt tal - Tal som är mycket uppstyltat och formellt, till exempel;

"Gentlemannen replikerade till herrskapet att dinerandet varit utsökt för smaklökarna."
- Självreferens - Patienten refererar tillbaka till sig själv repetitivt och opassande.

"Vad är klockan?" 
"Klockan är 17. Det är mitt problem."
- Fonemisk parafasi - Fel uttal, att stavelserna kommer ur följd.

"Jag halkade på Iisen bröt min arm."
- Semantisk parafasi - Ersättning med opassande ord, exempelvis;

"Jag halkade på min kappa, jag menar isen, och bröt min bok."